# Conservation des documents
 (janvier 2019).
Si vous disposez d'ouvrages ou d'articles de référence ou si vous connaissez des sites web de qualité traitant du thème abordé ici, merci de compléter l'article en donnant les références utiles à sa vérifiabilité et en les liant à la section « Notes et références ».
La conservation des documents est l'ensemble des activités qui visent à pérenniser la vie de documents (livres, archives, objets) et leur « consultabilié ».
Ces activités sont notamment 
- la surveillance de l'état des documents,
- le maintien de la température et de l'humidité dans les lieux de stockage,
- la mise en place et à jour d'un plan d'urgence,
- la numérisation des documents,
- la compilation de métadonnées pertinentes
- l'augmentation de l'accessibilité.

Cette conservation est l'une des branches de l'archivistique et donc de la sciences de l'information et des bibliothèques. C'en est l'un des piliers essentiels, comme la collecte des documents, le classement des archives et la classification, dans les bibliothèques ou centres de ressources.
L'accessibilité ainsi préservée peut servir le droit (quand les documents concerné ont valeur de preuve) et la recherche scientifique (comme source d'étude).

## Historique
Les scribes dans le Proche-Orient ancien sont, au point de vue de l'histoire de la conservation des documents, les plus anciens praticiens des techniques de conservation. Tous les scribes n'étaient pas forcément prêtres ou rédacteurs, mais ils devaient nécessairement savoir lire et écrire le sumérien pour accéder à cette fonction. Ils étaient au service d'un roi, d'un temple, et organisaient des locaux d'archivage où ils rangeaient soigneusement les tablettes d'argile. Les tablettes seulement séchées devaient être préservées de l'effacement, les tablettes cuites des risques de brisure.

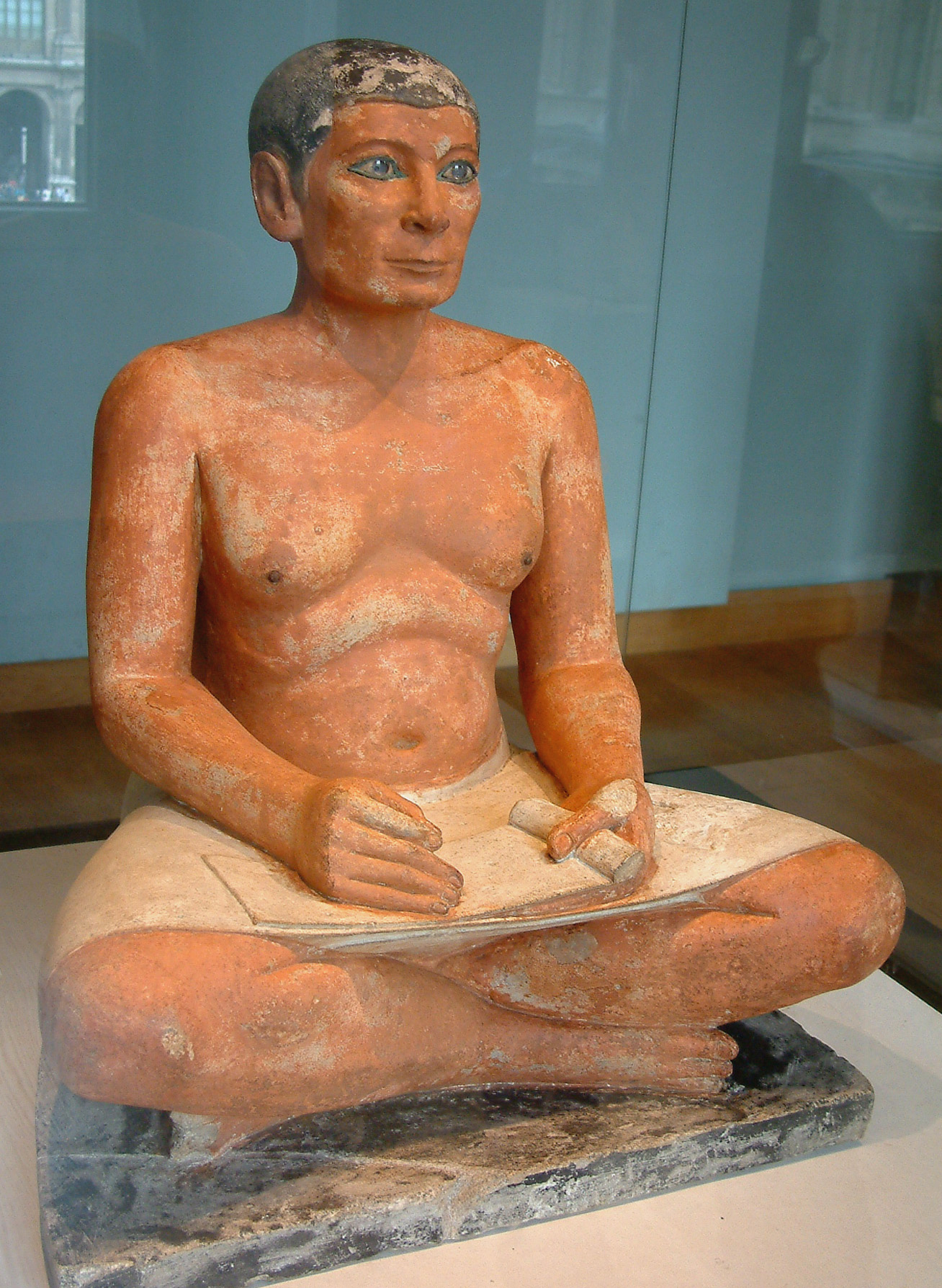
Le scribe accroupi, musée du Louvre

Plus tardivement, les scribes dans l'Égypte antique ont reporté leurs données comptables, religieuses ou historiques notamment sur des papiri, à l'origine du papier, mais également sur d'autres supports comme la pierre, des ostraca, dont les encres pouvaient toutefois s'effacer.
Dans l'Antiquité ancienne ou tardive, il y a toujours eu, chez les riches particuliers ou dans les administrations du personnel chargés de la rédaction, du rangement et de la conservation de documents. Le climat externe tout comme la structure matérielle des documents, registres, livres ou calames ont toujours indiqué les mesures basiques à prendre pour éviter toute perte d'information essentielles.
Bien entendu, jamais les archives et les bibliothèques n'ont été à l'abri des catastrophes naturelles, des incidents tels les inondations, incendies fortuits ou volontaires, le mauvais état des locaux, l'humidité ainsi que toutes les conséquences relatives aux guerres.
C'est l'application de quelques principes notoire de conservation, et parfois de la chance, qui ont permis la transmission à travers les âges de documents, recueils ou livres datant de plusieurs millénaires ou siècles.
Le Moyen Âge a vu le développement de la fonction de clerc, au sein de l'Église catholique et bien souvent au service des instances politiques. Avec la bonne conservation des ressources de la connaissance ont pu être transmis les savoirs et les outils de la connaissance et de l'histoire des idées.
Majoritairement, en dehors des œuvres de l'esprit, les documents ont été des ressources à caractère financier ou juridique, tant pour le droit civil que canonique. Chaque institution autonome organisait elle-même la tenue de ses archives et de sa bibliothèque. Des bâtiments spéciaux, adaptés selon leur époque, ont toujours été construits à cette fin, notamment dans les institutions les plus importantes. L'emploi du parchemin et la confection de cartulaires ont permis anciennement la réduction de l'espace dédié aux archives dans les monastères, prieurés ou églises où le local d'archives était parfois désigné par le terme de chartrier.
Ainsi en France, l'un des plus anciens fonds d'archives connus et conservés est le Trésor des Chartes, conservé du XIIIe siècle jusqu'en 1783 à la Sainte-Chapelle de Paris. C'est en fait une collection de fonds d'archives domaniales augmenté au fur et à mesure que les rois de France ont agrandi le domaine royal. Les plus anciens document remontent à l'époque mérovingienne. Les archives secrètes du Vatican sont également très anciennes et longtemps conservées au Latran.
Les clavaires ou archivaires ont été les ancêtres des archivistes, et leur principale fonction a été de faire en sorte que les liasses, rouleaux, registres, munis de leurs sceaux (éléments de corroboration et d'identification), puissent être consultés et produits devant les instances juridiques au cours des âges. La fonction de « garde des documents » était en cela nécessaire à toute administration, depuis la simple seigneurie rurale, où cette fonction incombait le plus souvent au sénéchal du seigneur, jusqu'aux cours princières, où le responsable principal exerçait les fonctions de chancelier.
Avec l'avènement des époques moderne et contemporaine, les ressources archivistiques ont ajouté aux documents à conserver une valeur culturelle qui était auparavant très peu présente dans les principes de conservation. Une charte en mauvais état était bien souvent recopiée dans une cartulaire ou sur un vidimus. Le rôle culturel des archives et livres anciens s'est fortement accentué au cours du XIXe siècle dans les pays européens, puis dans l'ensemble du reste du monde au cours du XXe siècle, avec le développement des sciences auxiliaires de l'histoire et la recherche historique elle-même.
Le XVIe siècle a vu naître des institutions de conservation des documents ayant un rôle national, telles les Archives générales de Simancas qui centralisaient les archives du royaume de Castille (1540). le XVIIIe siècle vit se développer leur généralisation, avec la création de bâtiments à vocation nationale, pour la conservation des archives publiques. Ce fut le cas notamment le General Register House d'Édimbourg, siège des Archives nationales d'Écosse (1789), puis dans le même mouvement la création des Archives nationales (France) en 1792 par la fusion en un seul établissement des archives de l'Assemblée nationale française, des Archives de la Couronne, et des archives des princes émigrés. Dès lors se développe la notion d'archives publiques avec la publication régulière d'instructions légales visant à maintenir hors de danger les collections publiques de documents.

## Facteurs de dégradation des documents
Les documents se dégradent souvent à cause de leur manipulation, mais aussi à cause de leur constitution ou de leurs conditions de rangement. L’altération est un processus, provoqué par certaines conditions. Ce sont souvent des phénomènes complexes.

### Altérations physiques (papier, parchemin, cuir)
Ce type d'altération concerne le mécanisme des matériaux, tels que les déchirures, les déformations, la perte de résistance mécanique (tout ceci peut être causé par de mauvaises manipulations, un rangement inapproprié, des catastrophes ou des guerres). Ces dégradations viennent en premier lieu des éléments de la nature :

#### Dégradation par le feu
Le feu survient en cas d'incendie dans un local ou dépôt d'archives et bibliothèques, soit fortuitement dans l'exemple d'un incident technique du type court-circuit, soit militairement dans le cas d'une guerre (exemple, un bombardement aérien). Les principales mesures sont à prendre par anticipation, de manière à permettre le sauvetage d'une quantité maximale de documents. Entrent alors en compte la conception générale des locaux de conservation, qui ne doivent pas comporter de risques d'incendie (planchers et étagères en bois, circuits électriques non sécurisés, grandes ouvertures, éléments inflammables, etc.).
Les archives bien conditionnées ont tendance à produire des « feux lents » et cela sauve au moins le cœur des documents (comme pour les inondations). Il convient de ne pas, autant que faire se peut, laisser d'interruptions dans le remplissage des rayonnages. Normalement, l'application d'un cadre de classement n'est pas un générateur de « trous » puisque, outre leur cote, les articles et ouvrages doivent avoir une adresse matérielle (pièce, rayonnage, étagère) qui permet de les retrouver facilement. Dans la même logique, plus les éléments retardant le feu sont nombreux (chemises et sous-chemises à l'intérieur des boîtes archives), plus l'action du feu sera réduite.

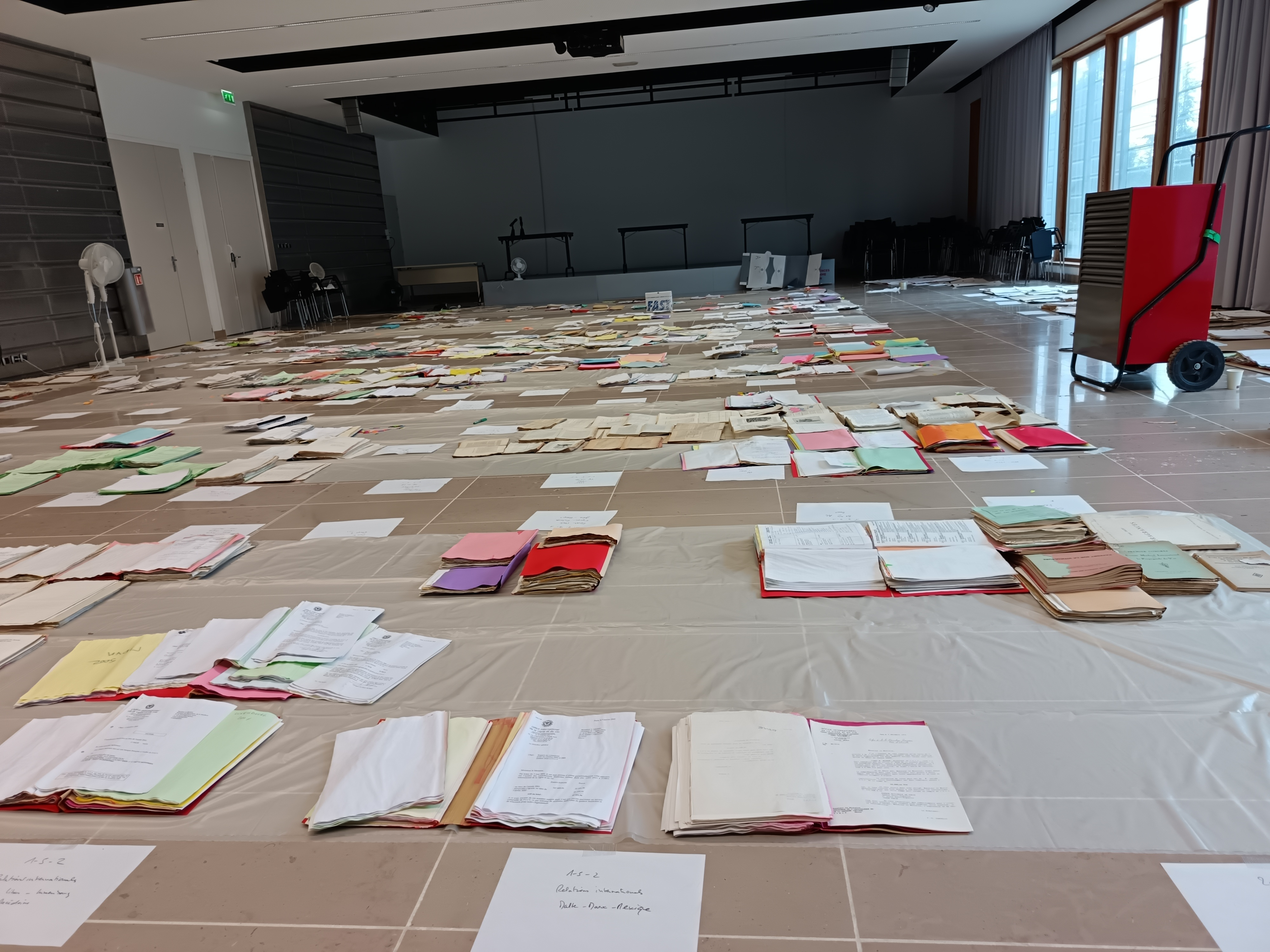
Traitement d'archives avec un extracteur d'humidité et des ventilateurs après une inondation.

#### Dégradation par l'eau
Les documents mouillés sont à peu près assurés d'être couverts de moisissures dans de brefs délais. Dans ce cas, soit la perte est irrémédiable, soit elle nécessite une opération de désinfection qui, outre un coût très important, n'est pas toujours un retour à l'état d'origine. En cas d'inondation, fuite ou projection d'eau, il est nécessaire d'agir vite et de sécher ces documents. Pour les documents reliés, il faut le faire page à page, ce qui demande beaucoup de temps et est excessif pour un volume important à traiter. La technique efficace pour mener à bien un tel sauvetage est la congélation, alors que la lyophilisation a en effet un coût colossal et nécessite des appareils peu courants. La congélation stoppe toutes les dégradations possibles (dissolution des encres, développement des moisissures…), le conservateur disposant alors en principe du temps nécessaire au séchage.

### Altérations chimiques
Les altérations chimiques sont celles de la composition d'un matériau. Le papier doit rester stable physiquement et inerte chimiquement pendant une longue période. Ainsi le jaunissement révèle une acidification, favorisée par la présence de lignine (composant du bois) dans certains papiers. Cette acidité en favorisant l'hydrolyse de liaisons chimiques de la cellulose fragilise le papier. La pollution atmosphérique tend par ailleurs à renforcer l'acidité due aux facteurs internes. Il est toutefois possible d'utiliser du papier permanent (papier fabriqué en milieu neutre ou alcalin). Ces phénomènes sont relativement nouveaux, au regard de l'histoire de la conservation des documents (archives ou livres). Les papiers classiques fabriqués avant l'époque industrielle étaient issus de tissus foulés et non de bois.
L'acidité du papier est à prendre en compte dans le choix des chemises et boîtes de conditionnement. Cependant cette mesure entraîne un coût qui doit être pris en compte dans la gestion générale d'un fonds d'archives.
Les encres modernes sont acides et sont solubles dans l'eau. Elles peuvent s'effacer en cas d'immersion d'un document ou d'un ouvrage (inondation, fuite d'eau ou eau projetée par extincteur).

### Altérations biologiques
Les altérations biologiques sont des dégradations causées par une infestation de micro-organismes, présents sous forme de spores dans l’atmosphère et se développant généralement quand l’atmosphère est humide.

### Animaux nuisibles
Les animaux nuisibles, entre autres des insectes et des vermines, sont capables de manger le papier des documents et l’adhésif reliant les documents. La nourriture et des boissons dans ou autour de la zone d'archivage augmentent le risque d'attraction de tels nuisibles. Une lutte intégrée permet de prévenir ce risque.

### Conditions thermo-hygrométriques
Les conditions thermo-hygrométriques sont primordiales pour permettre une bonne conservation des documents. En fonction du type de documents, ces conditions idéales ne sont pas les mêmes.
Pour les livres et les archives : la température idéale est d’environ 18 à 20 °C, et de manière stable le taux d’humidité relative doit se situer entre 50 et 60 %. En dessous de 50 %, les matériaux risquent de se dessécher, et au-dessus de 60 %, le risque de développement des micro-organismes est accentué, tels les moisissures.
Pour les photographies : la température doit se situer entre 2 et 20 °C et le taux d’humidité relative doit être compris entre 20 et 50 % selon les matériaux constitutifs des photographies (plaques de verre, de cuivre, papier).

### Exposition à la lumière
Une trop forte exposition à la lumière, visible ou invisible (les lumières ultraviolettes tout comme les lumières infrarouges) pour l'Homme. La quantité de lumière maximale que peuvent recevoir les documents est plafonnée à 100 lux par jour.

## Conservation préventive

### Mesures de protection contre le feu et l'eau
Les conséquences des détériorations par le feu et l'eau étant irréparables, le conservateur de documents et de livres doit mettre au premier plan des mesures préventives, à la fois matérielles dans la mesure des moyens à sa disposition, à la fois utilitaires dans l'organisation du rangement, de la communication et de la consultation des collections documentaires.

#### Prévention contre l'incendie
Les archives bien conditionnées ont tendance à produire des « feux lents » et cela sauve au moins le cœur des documents (remarque également valable aussi pour les inondations). Il convient de ne pas, autant que faire se peut, laisser d'interruptions dans le remplissage des rayonnages. Normalement, l'application d'un cadre de classement n'est pas un générateur de « trous » puisque, outre leur cote, les articles et ouvrages doivent avoir une adresse matérielle (pièce, rayonnage, étagère) qui permet de les retrouver facilement. Dans la même logique, plus les éléments retardant le feu sont nombreux (chemises et sous-chemises à l'intérieur des boîtes archives), plus l'action du feu sera réduite.
Le public ou le personnel est averti par l'installation de panneaux préventifs « Interdiction de fumer ». Des installations électriques simples et bien contrôlées, des systèmes de détection d'incendie, ainsi qui la présence d'extincteurs sont des atouts. Pour les extincteurs, ceux à poudre polyvalente, dite ABC, n'endommagent pas les archives et permettent d'être loin du feu. En revanche les extincteurs à eau doivent être « sans additif ». L'additif qui est normalement employé dans l'eau accroît son efficacité, mais pénètre au cœur des documents. Le personnel susceptible d'intervenir doit être formé et les extincteurs vérifiés chaque année. Il est donc nécessaire d'établir un plan de prévention en cas de risque, de même que dans le cas d'un dégât des eaux.

#### Prévention contre l'eau
Dans la conception ou choix d'un local d'archives ou d'une bibliothèque, on évitera un emplacement en sous-sol ou dans un grenier, l'eau pouvant s'y infiltrer de diverses manières. Cette solution n'étant pas toujours possible, y compris dans les Archives nationales, toute pièce destinée à recevoir des fonds documentaires doit être conçue et équipée préventivement pour diminuer l'impact d'un dégât des eaux sur les documents. Ainsi, il est déconseillé d'employer des rayonnages en bois et de préférer le métal, tant pour éviter le feu que les remontées d'eau. L'usage de tuyaux doit être réduit au maximum et, si possible, exclu du local : une fuite d'eau aura moins de conséquences si elle ne rencontre pas de rayonnage dans son voisinage.

### Mesures de conditionnement et de rangement
Le conditionnement est un facteur essentiel dans la durée de conservation des documents. Il y a en effet une certaine inertie thermique et hygrométrique, et les boîtes assurent une protection mécanique et quelquefois chimique.
Les boîtes en plastique sont à éliminer puisqu'elles provoquent une condensation continue de l'humidité ambiante quelle qu'elle soit, et donc les moisissures, alors que les documents doivent « respirer ». Dans la même logique, il ne faut pas conserver les pochettes en plastique à l'intérieur des boîtes : avec le temps, le plastique se comporte toujours mal, fond, colle au papier, attaque l'encre. Ceci est également valable pour les livres recouverts de couvertures en plastique.
Les classeurs ne protègent pas les documents de la poussière, souvent porteuse de micro-organismes. Par ailleurs, leur détérioration et vieillissement par manipulation nuisent aux documents par des torsions ou l'apparition de rouille. Pour la même raison, les épingles, agrafes et trombones sont éliminés lors du conditionnement.
Dans ces conditions, le carton est incontestablement préféré : sa porosité permet aux documents de « respirer » et notamment de libérer peu à peu les émanations acides liées à l'oxydation. Par ailleurs, l'utilisation de carton à forte charge alcaline - réserve alcaline - permet la neutralisation des polluants extérieurs et des émanations provenant de documents s'ils sont acides. Les boîtes habituellement utilisées dans les bureaux et les entreprises étant acides, les boîtes neutres, à forte réserve alcaline, sont évidemment préférables, mais elles sont beaucoup plus chères et inutiles dans le cas où les documents eux-mêmes sont acides.
Les fabricants de boîtes en carton proposent aussi des cartons ondulés entre deux surfaces planes qui résistent beaucoup moins au feu et à l'eau. Dans la mesure du possible, les cartons utilisés doivent être compacts et sans orifice de préhension ou autre. Dans la pratique quotidienne, la mise en place de ces mesures est parfois confrontée à un manque de moyens et d'espace. L'archiviste doit chercher à répartir dans le temps les mesures particulières de conservation s'il veut couvrir l'ensemble de son fonds.

### Mesures de communication et consultation
En dehors des dégâts physiques, le principal risque de perte d'un document ou d'un livre dans des archives ou dans une bibliothèque, c'est le vol.
Le document doit faire l'objet d'un inventaire. La pratique ancienne était de produire des inventaires si détaillés que la perte du document n'empêchait pas toujours l'utilisation des informations qu'il contenait. Cette pratique prenait beaucoup de temps aux archivistes, et finissait par créer des arriérés dans les fonds nouveaux ou dont le contenu retenait peu l'intérêt du conservateur. De même, les livres doivent être inventoriés et contenir visiblement des marques de propriété indélébile. C'est de là que vient l'usage d'apposer des tampons sur les pages de garde et dans le corps du livre, ainsi que sur les planches iconographiques.
En cas de consultation, le document doit être en théorie surveillé. L'usage des stylos à encre est souvent proscrit. Dans la réalité, toutes les mesures ne peuvent pas forcément être prises ou ne sont appliquées, des documents irremplaçables étant ainsi perdus. Ceci est à l'origine d'un des atouts de la numérisation à l'aide d'un numériseur de document. Il ne remplace pas obligatoirement le document original, sauf dans quelques cas, mais permet de n'offrir à la consultation qu'une copie. Ce procédé est coûteux et n'a d'intérêt que pour les documents les plus précieux, les plus demandés, ou que l'on souhaite mettre en large consultation pour des raisons de valorisation culturelle.

## Techniques de substitution
- Reproduction
- Microfilmage
- Numérisation